# Dél-Korea gazdasága
Dél-Korea gazdasága Ázsia negyedik és a világ 10. legnagyobb gazdasága a 2020-as adatok alapján. Az ország a koreai háborút követően a világ egyik legszegényebbje volt, nemzetközi segélyek és kölcsönök segítségével, valamint agresszív, konglomerátumokra és exportra építő gazdaságpolitikájának köszönhetően néhány évtized alatt az egyik leggyorsabban fejlődő gazdasággá vált, így bekerült az ázsiai tigrisek közé.
2014-ben Dél-Korea bruttó nemzeti terméke (GDP) 1416 milliárd dollár volt, 59,4%-át a szolgáltatóipar, 38,3%-át az ipar adja, a mezőgazdaság csupán 2,3%-ot tesz ki. A munkanélküliség itt az egyik legalacsonyabb az OECD országai közül.
Az ország iparát a nehézipari ágazatok jellemzik, mint például a petrolkémiai ipar vagy a hajógyártás, de fontos szerepe van az autóiparnak vagy a fogyasztói elektronikának is. Több koreai nagyvállalat is világszerte ismert, ilyen a Samsung, az LG vagy a Hyundai, melyek számos profillal rendelkeznek, a Hyundai jelen van például a hajóépítésben, a Samsungnak jelentős építőipari vállalatai vannak, az LG pedig a petrolkémiai és félvezetőipar területén is tevékenykedik. Dél-Korea fejlett iparával szemben a szolgáltatóipar viszonylag fejletlen, a kis- és középvállalkozásokra pedig kevés figyelmet fordítanak. A mezőgazdaság jelentősége az ipar fejlődésével egyre csökkent, ma már az élelmezési szükségleteinek 70%-át importból fedezi az ország. A turizmus a 2000-es évek eleje óta rohamléptékben fejlődik, 2005-re megduplázódott a Koreába látogató külföldi turisták száma.
Gazdasági komplexitás tekintetében Dél-Korea 2012-ben az 5. helyen állt a világranglistában, legfőbb kereskedelmi partnerei az USA, Japán, Hongkong és Szingapúr. Legfontosabb exportcikkei a finomított kőolaj, az integrált áramkörök és az autók.
Dél-Korea egyre népszerűbb befektetési célpont, főképp az USA és Japán számára. Az ország pénzügyi központja a főváros, Szöul, melynek Joido (Yeouido) szigetén tömörülnek a pénzügyi szervezetek központjai. Természeti erőforrásai korlátozottak, az energiahordozók mintegy 96%-át importból fedezi. Az ország tagja a G20 szervezetnek és az OECD-nek.

## Története
A koreai háborút követő évtizedben Dél-Korea a világ egyik legszegényebb országa volt. A Koreai-félsziget kettéosztása jelentős gazdasági sokkot okozott Dél-Koreának, mivel a japán uralom (1910–1945) idejében a gazdasági stratégia kettéosztotta a területet: északon helyezték el az ipari központokat és ott összpontosult az elektromosáram-fejlesztés mintegy 90%-a, míg a több termőfölddel rendelkező déli részeken a mezőgazdasági termelésre koncentráltak. A kettészakadást követően így délen jobbára csak a mezőgazdaság maradt, miközben a korábbi lakosság kétharmadát kellett ellátni.
A háborút követően Dél-Korea több forrásból (főképp az Amerikai Egyesült Államoktól) kapott anyagi segítséget a gazdasága helyreállításához, 1976-ig összesen mintegy 15 milliárd dollárt. A gazdaság stabilizálása mellett a háborúban szétrombolt infrastruktúra helyreállítására és fejlesztésére költötték az összeget. Az 1960-as években megjelentek a dél-koreai gazdaságra később jellemzővé váló óriásvállalatok, a csebol (chaebol)ok, melyek a japánok által hátrahagyott ipari létesítményeket megszerezve, a kormány számukra kedvező gazdaságpolitikájának köszönhetően rövid idő alatt értek el számottevő sikereket. A csebolokra (chaebolokra) építő gazdaságpolitika kezdetben óriási gazdasági fejlődést hozott az országnak. A GDP évente átlagosan 10%-kal nőtt 1962 és 1994 között. 1989-re a 30 legnagyobb csebol (chaebol) már a GDP 29,6%-át adta. 1997-re a gazdaság vállalati szektora tőkéjének, adósságának, nettó profitjának és bevételének fele is a harminc legnagyobb ilyen vállalathoz tartozott. A hetvenes években az ország a csebol (chaebol)ok segítségével a nehéziparra kezdett koncentrálni.

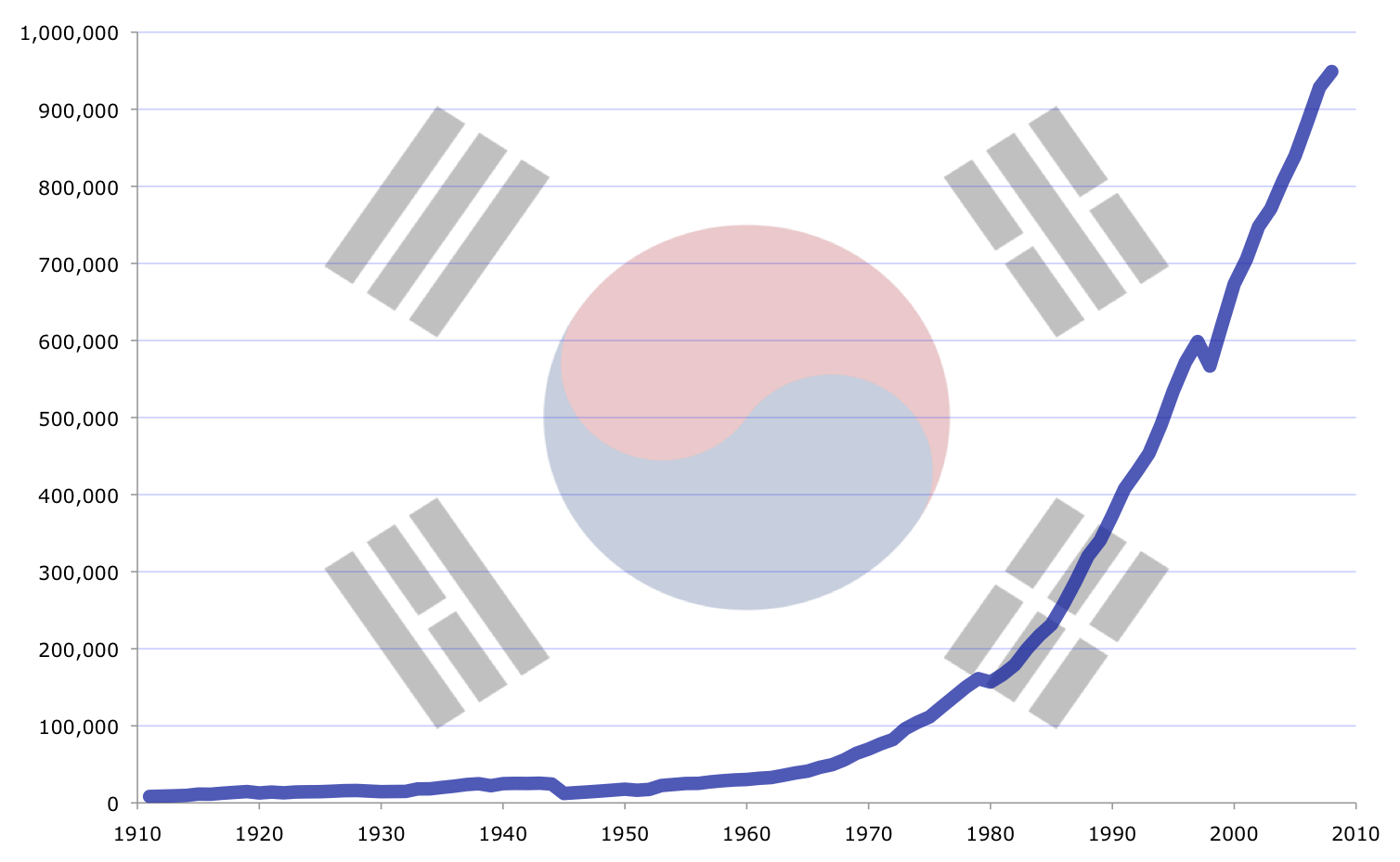
Korea és Dél-Korea GDP-jének változása 1911 és 2008 között

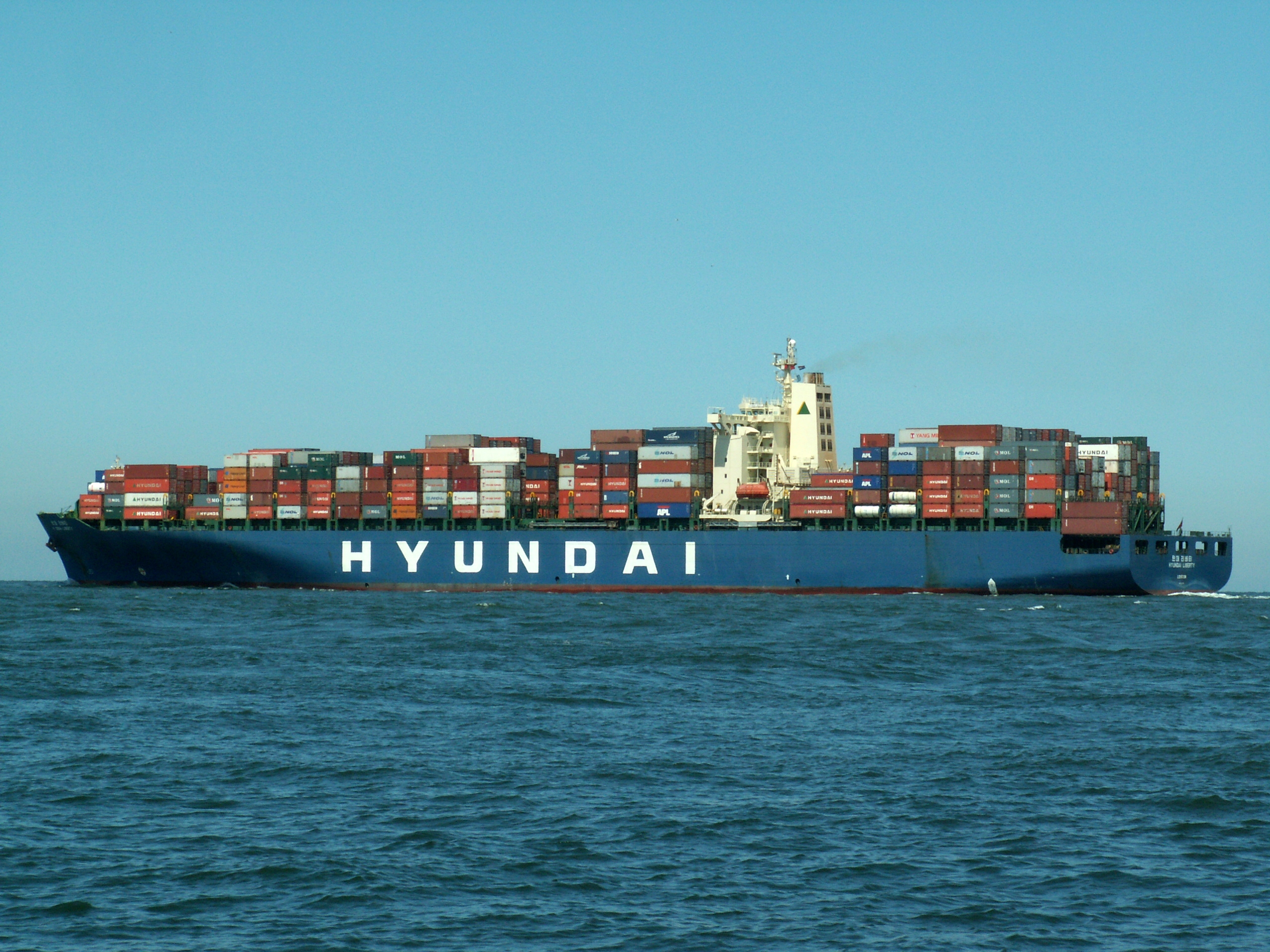
Hyundai Heavy Industries által épített hajó

Az exportra összpontosító ország a világ leggyorsabban fejlődő gazdaságává vált. Míg 1960-ban 33 millió dollár értékben bonyolítottak külkereskedelmet, és jobbára mezőgazdasági termékekkel és ásványi anyagokkal kereskedtek, addig tíz évvel később már 835 millió dollárnyi terméket exportáltak, és ezek jellege is megváltozott, többek között elektronikai cikkek és ruhaipari termékek vették át a vezető szerepet. Emiatt a gyors gazdasági növekedés miatt az ázsiai tigrisek között tartják számon Dél-Koreát.
Az 1997-es ázsiai gazdasági válság súlyosan érintette az országot, szűkült a felvevőpiac, a koreai exporttermékek, például a személygépkocsik, a hajók és a mikrochipek ára csökkent. A gazdasági válságban megnövekedett hitelkamatok súlyos terheket róttak az eladósodott csebol (chaebol)okra, melyek közül több tönkrement. A pénzügyi szektor összeomlott. Dél-Korea a Nemzetközi Valutaalaphoz fordult segítségért, 58 milliárd dollár értékben, mely akkoriban a valaha volt legnagyobb segélyösszeg volt. A támogatás fejében kért reformcsomag előírta a nagyobb átláthatóságot, a csebol (chaebol)ok struktúrájának teljes átalakítását, a gyenge pénzintézetek felszámolását. A kormány megnyitotta az utat a külföldi befektetők előtt és lehetőséget adott külföldi részvényeseknek tulajdoni hányad szerzésére a koreai cégekben.
A válságot követően Dél-Korea liberális gazdaságpolitikát folytatott és a piacgazdaságra koncentrált, megnyirbálta a csebolok (chaebol) lehetőségeit, azonban nem sikerült mérsékelnie a szabad gazdaság okozta egyre szélesedő társadalmi egyenlőtlenségeket. 2008-tól kezdve ismét az óriáscégek jelentik a dél-koreai gazdaság fő támpilléreit. A 2008-ban kirobbant gazdasági világválság ellenére – bár kezdetben az export megcsappant – Dél-Korea gazdasága 2008-ban 2,2%-kal, 2009-ben 0,9%-kal nőtt, a 2010-es export növekedését 26,4%-ra teszik.
A dél-koreai gazdaság számára a 21. században a legnagyobb kihívást az elöregedő lakosság, a rugalmatlan munkaerőpiac, a csebol (chaebol)okra való támaszkodás és az exporttól való függés jelenti.

## Ágazatok

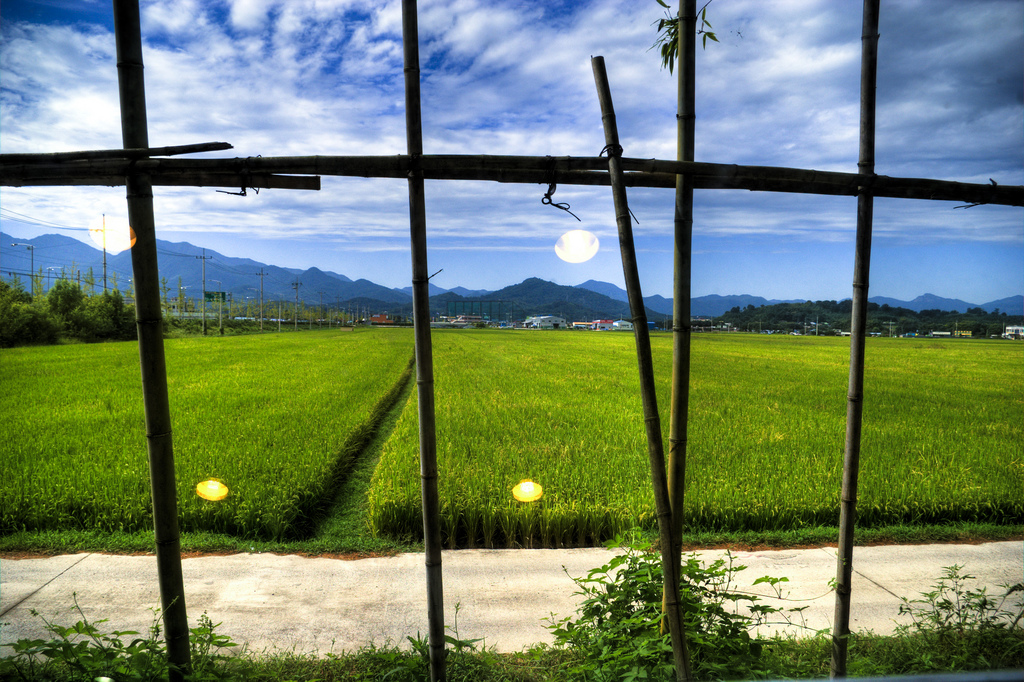
Rizsföld Dél-Csolla (Jeolla) tartományban

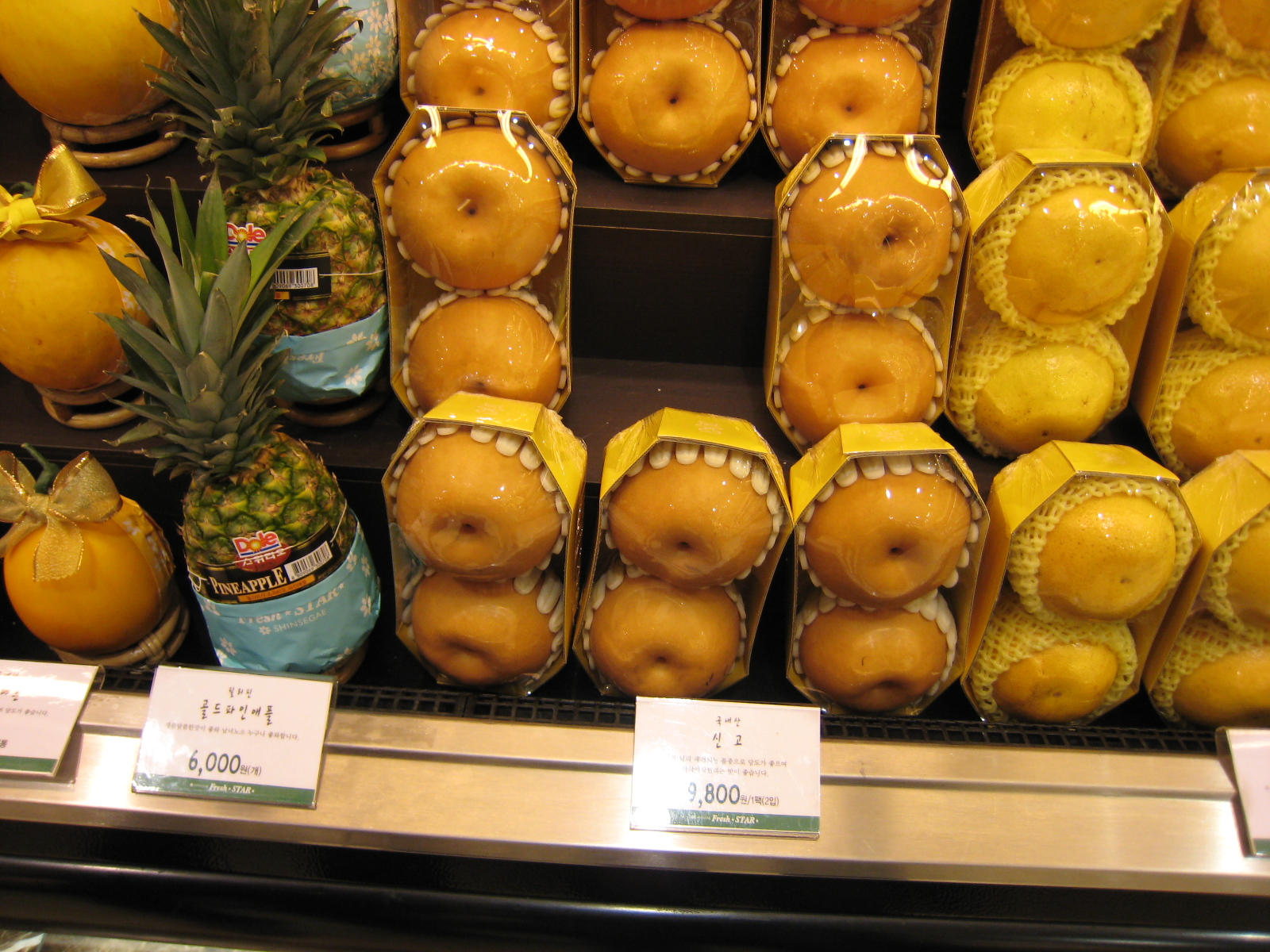
Koreai körte egy üzletben

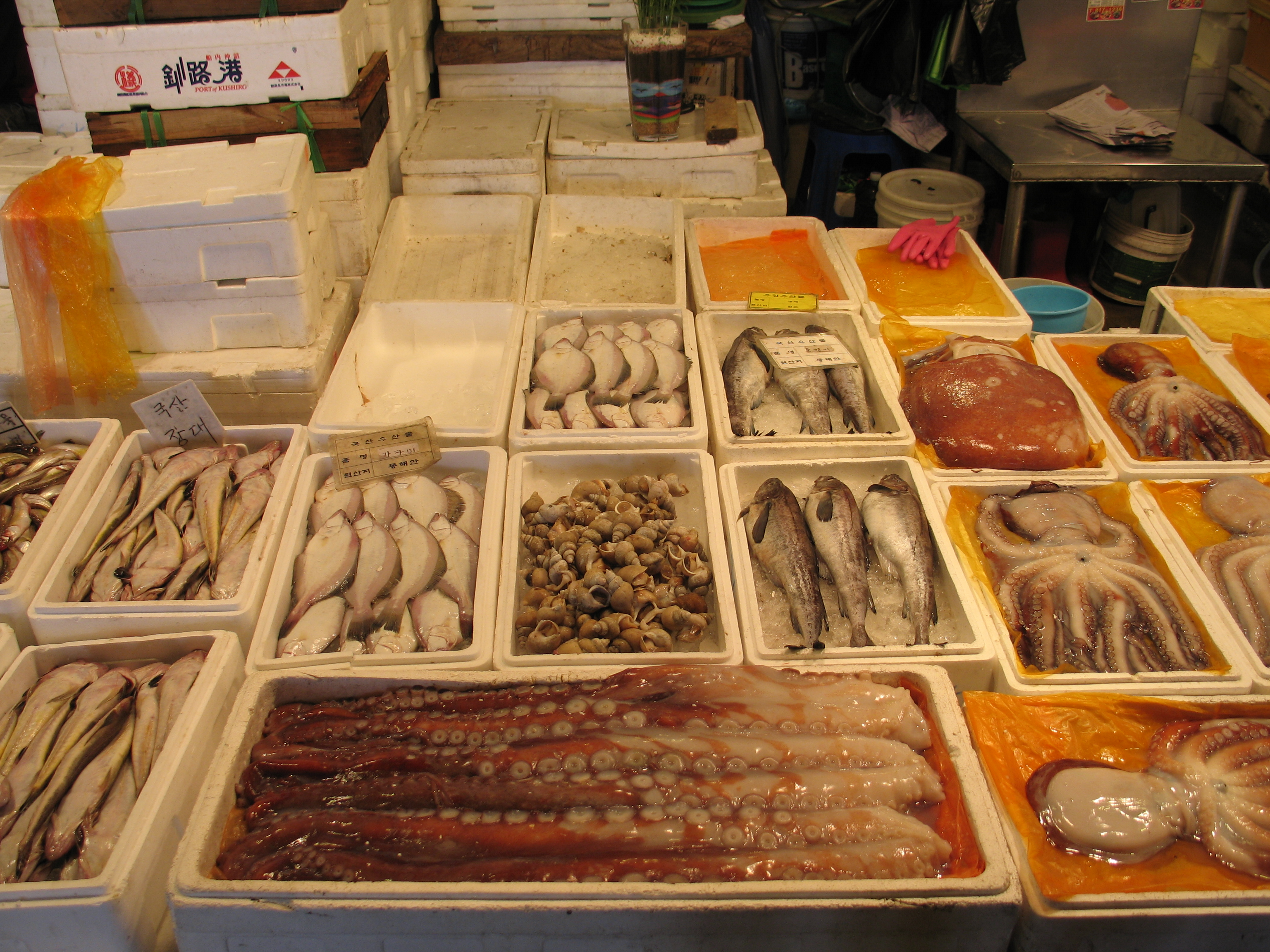
Halpiac Szöulban

A Nemzetközi Valutaalap adatai szerint 2014-ben Dél-Korea bruttó nemzeti terméke (GDP) 1416 milliárd dollár volt, az egy főre jutó GDP pedig 28 100 dollár. A GDP java részét, 2014-es adatok szerint mintegy 59,4%-át a szolgáltatóipar adja. Az ipar további 38,3%-ot, a mezőgazdaság pedig 2,3%-ot.
A munkanélküliség a hivatalos adatok szerint az OECD országai közül itt a legalacsonyabb, 3,5% volt 2014-ben, azonban a munkaerő kihasználatlanságának mutatója 2015 februárjában 12,5%-volt (ide sorolhatóak a részmunkaidőben dolgozók).

### Mezőgazdaság
A megművelt területek Dél-Koreában az összterület 19,4%-át, az erdők pedig 65,7%-át teszik ki 2010-es adatok alapján. A gyors iparosodásnak köszönhetően a mezőgazdaságban dolgozók száma drasztikusan csökkent, a vidéki és a városi lakosság öregedési mutatói és bevételei között nagy különbségek mutatkoznak. Hasonló tendenciák más fejlett országokban is kimutathatóak, azonban Dél-Koreában ez jóval gyorsabban következett be: míg Nagy Britannia esetében átlagosan 120, Japán esetében 70 évnek kellett eltelnie ahhoz, hogy a mezőgazdaság GDP-hozzájárulása 40%-ról 5%-ra csökkenjen, addig Dél-Koreában ez a folyamat 30 év alatt zajlott le. 1970-ben még a lakosságnak több mint a fele dolgozott a mezőgazdaság területén, 2008-ban már csak 6,9%, ez évi átlagos 5%-os csökkenést jelent. Az ország élelmezési szükségleteinek 70%-át importból fedezi.
Dél-Korea legfontosabb gabonaterménye a rizs, azonban a rizsfogyasztás a nyugati élelmiszerek és alapanyagok elterjedése óta egyre csökken, 1967-ben még 197 kilogramm volt az egy főre jutó fogyasztás, míg 2008-ra ez 75,8 kilogrammra, 2013-ra pedig 67,2 kilogrammra csökkent. A második legtöbbet fogyasztott termény a búza (33,7 kg/fő), ezt követi a szójabab (8 kg/fő), a kukorica (5 kg/fő), valamint a burgonya (3,6 kg/fő) és az árpa (1,1 kg/fő). A zöldségfélék fogyasztása megnőtt, 1980-ban 120 kg/főről 154 kilogrammra 2009-ben, a gyümölcsök esetében még nagyobb növekedés történt, 22 kg/főről 1980-ban 68 kg/főre 2009-ben. A dél-koreaiak a 21. században több mint háromszor annyi húst fogyasztanak, mint 1980-ban. A leggyakoribb termesztett zöldségfélék a koreai gasztronómia jellegzetes ételeinek alapanyagai: a csilipaprika, a fokhagyma, a vöröshagyma, a kínai kel, a sárgarépa, a retek, a tökfélék és az uborka, valamint a paradicsom. A leggyakoribb termesztett gyümölcsök az alma, a körte, a szőlő, az őszibarack, a tangerin (a narancs és a mandarin keveréke), a datolyaszilva, az eper és a görögdinnye.
Az állati eredetű termékek esetében a legkeresettebb a sertéshús, amely 2009-ben 33,2%-át tette ki a termékeknek, a második helyen a marhahús áll 24,8%-kal, amit a szárnyashús (csirke) követ 12,3%-kal. A tejtermékek 10,5%-ot, a tojás 8,2%-ot tesznek ki. Dél-Koreában sok halat és tenger gyümölcseit fogyasztanak, évente átlagosan 60 kilogrammot fejenként (2011-es adat), amivel a világranglistán a 12. helyen szerepel az ország. 2014-ben Dél-Korea 3,3 millió tonna halat termelt (halászott illetve tenyésztett).

### Ipar

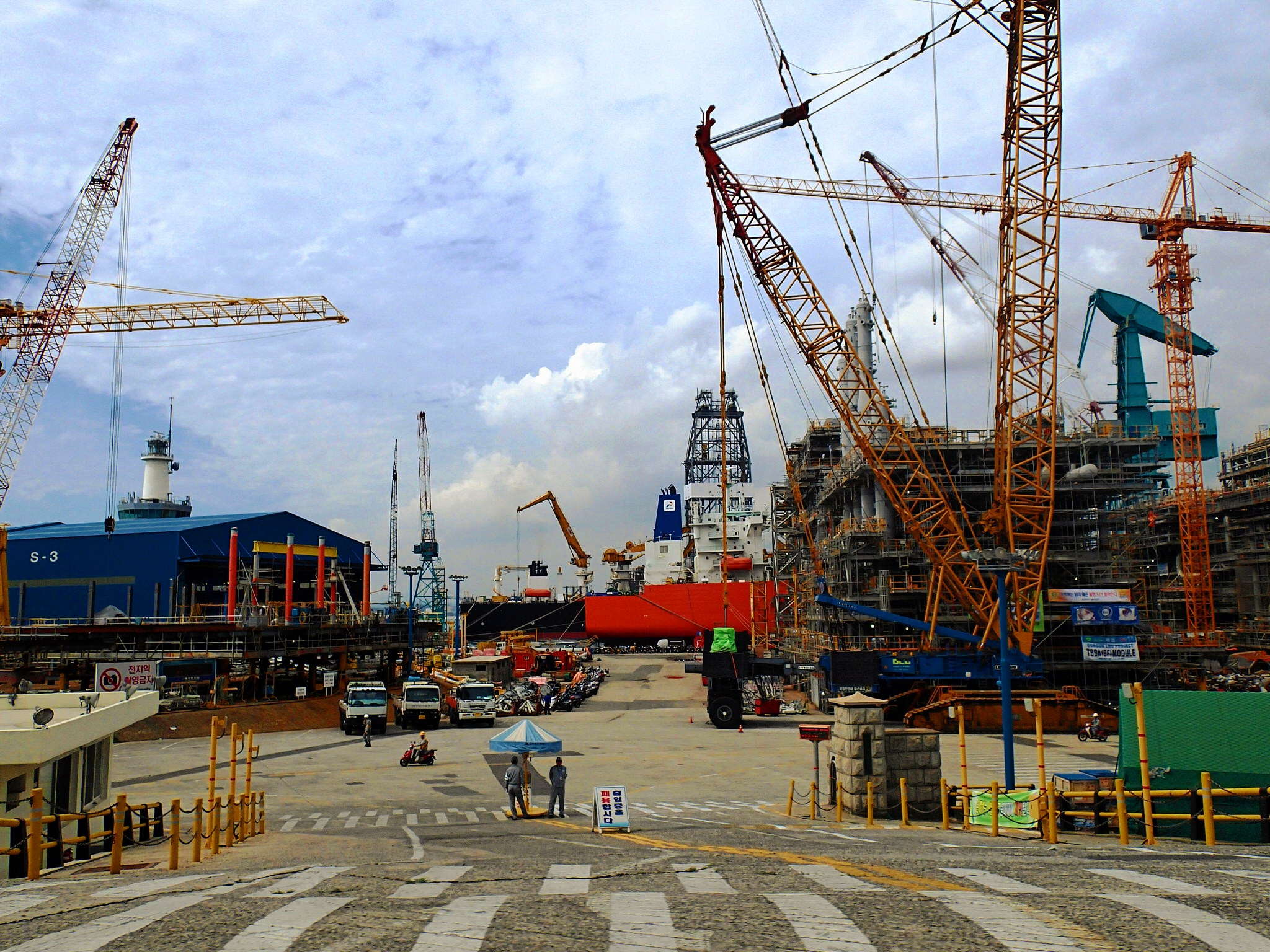
Hyundai Heavy Industries hajógyár

Dél-Korea iparát kezdetben a könnyűipari ágazatok jellemezték: a textil- és ruhaipar, valamint az élelmiszeripar dominált. Az 1970-es években a nehéziparra kezdtek koncentrálni, mint például a petrolkémiai ipar, a hajógyártás, az autóipar vagy a fogyasztói elektronika. Az ipari termelés nagy részét a csebol (chaebol) vállalatok végezték. Az 1990-es évektől már a csúcstechnológiára összpontosítottak.
Dél-Korea iparának fejlesztésében fontos szerepet játszanak az ipari parkok, melyeket regionális klaszterekbe rendeznek, ezek kialakítása és fejlesztése a 2000-es évek elején indult meg (bár ipari parkok korábban is léteztek). 2009-ben 815 ipari park volt az országban, típus szerint 40 nemzeti ipari park, 368 helyi ipari park, 6 urbánus csúcstechnológiai ipari park és 401 mezőgazdasági ipari park, melyek összesen 1350 km² területet fedtek le (ez Szöul területének több mint kétszerese). Az ipari parkokban összesen 61 297 vállalkozás működött. A regionális felosztás szerint egy-egy régióban adott iparágra koncentrálnak, és mindegyik ipari parkban úgynevezett miniklasztereket hoztak létre, melynek keretében az adott iparágat helyben kutatóintézetek és egyetemek segítik. A Korea Industrial Complex Corporation (KICOX), mely a folyamatot felügyeli, hat régióra osztotta az országot: a Fővárosi Területen informatikai klasztereket hoztak létre, a Cshungcshong (Chungcheong) régióban IT-gépipari központokat, a Tegjong (Daegyeong) régióban az elektronikai és villamosiparra, valamint a mechatronikára összpontosítanak, a Tongnam (Dongnam) régióban a mechatronika, az autóipar, a hajóépítés és a repüléstechnikai ipar kapott szerepet, a Honam régióban az autóipar és a hajóépítés mellett a gépipar és a fotonika, Kangvon (Gangwon) régióban pedig az orvosi műszerek gyártására koncentrálnak.
Dél-Korea legnagyobb, a világ kilencedik legnagyobb autógyártója a Hyundai, mely részben tulajdonosa a második legnagyobb koreai gyártónak, a Kia Motorsnak. A Hyundai-Kia 2014-ben több mint 8 millió autót adott el. A Hyundai ulszani (ulsani) autógyára a legnagyobb a világon.

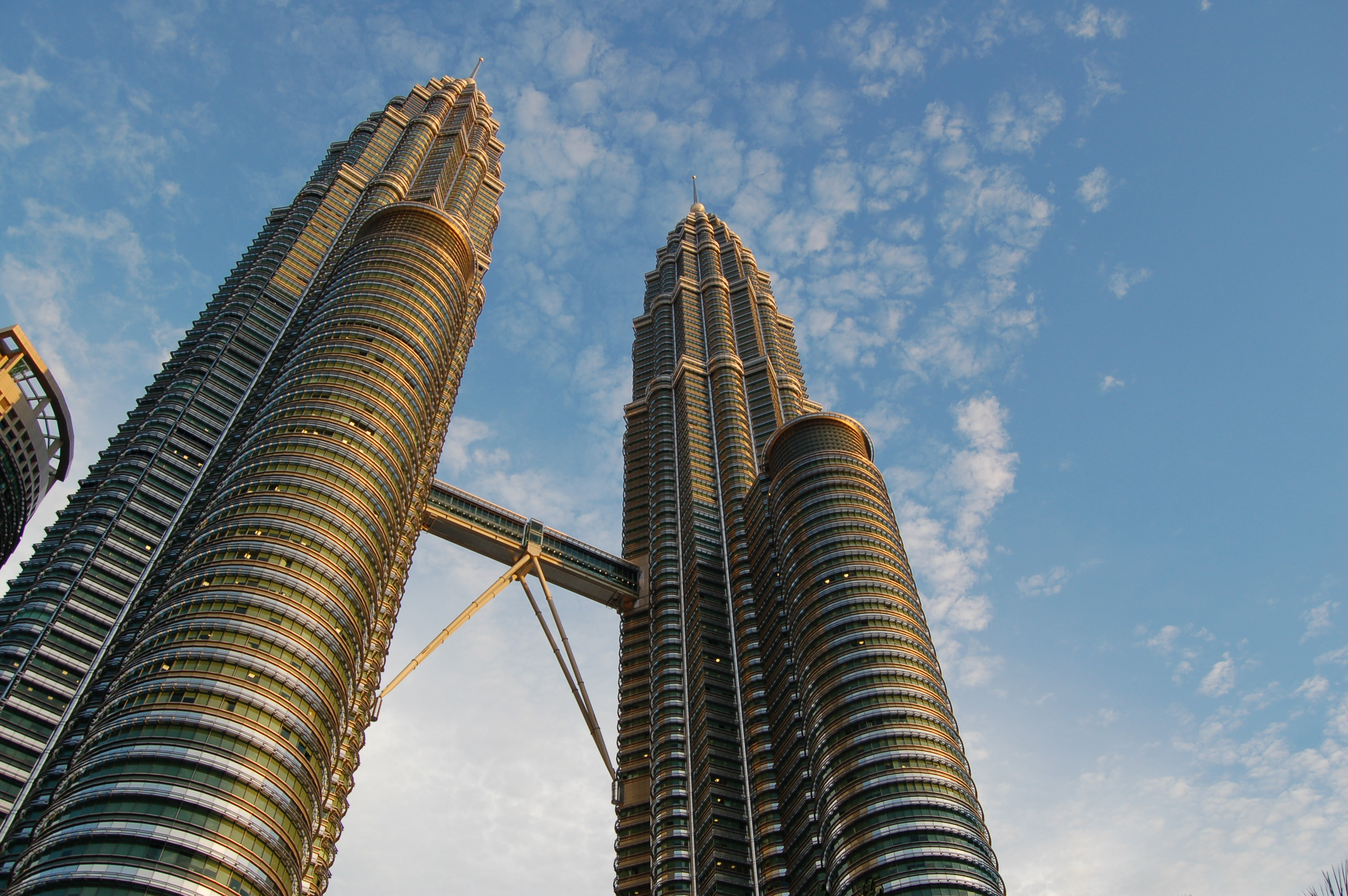
A Samsung C&T építette többek között a Burdzs Kalifát, a Petronas-ikertornyokat (a képen) és a Taipei 101-t is.

A nehézipar területén több cég is tevékenykedik, a Hyundai Heavy Industries szintén Ulszan (Ulsan)ban található hajógyára a legnagyobb a világon.
| Az öt legnagyobb koreai vállalat érdekeltségei | Az öt legnagyobb koreai vállalat érdekeltségei | Az öt legnagyobb koreai vállalat érdekeltségei | Az öt legnagyobb koreai vállalat érdekeltségei | Az öt legnagyobb koreai vállalat érdekeltségei | Az öt legnagyobb koreai vállalat érdekeltségei |
| Ágazat                                         | Hyundai                                        | Samsung                                        | LG Group                                       | Daewoo                                         | SK Group                                       |
| ---------------------------------------------- | ---------------------------------------------- | ---------------------------------------------- | ---------------------------------------------- | ---------------------------------------------- | ---------------------------------------------- |
| Gépjárműipar                                   | Igen                                           | Igen                                           |                                                | Igen                                           |                                                |
| Repüléstechnika                                | Igen                                           | Igen                                           |                                                | Igen                                           |                                                |
| Építőipar                                      | Igen                                           | Igen                                           | Igen                                           | Igen                                           | Igen                                           |
| Fogyasztói elektronika                         |                                                | Igen                                           | Igen                                           | Igen                                           |                                                |
| Pénzügyi szolgáltatások                        | Igen                                           | Igen                                           |                                                | Igen                                           |                                                |
| Nehézgépek                                     | Igen                                           | Igen                                           | Igen                                           | Igen                                           |                                                |
| Olajfinomítás                                  | Igen                                           |                                                | Igen                                           |                                                | Igen                                           |
| Petrolkémiai ipar                              | Igen                                           | Igen                                           | Igen                                           |                                                | Igen                                           |
| Félvezetők                                     | Igen                                           | Igen                                           | Igen                                           |                                                |                                                |
| Hajóépítés                                     | Igen                                           | Igen                                           |                                                | Igen                                           |                                                |
| Távközlési eszközök                            | Igen                                           | Igen                                           | Igen                                           | Igen                                           |                                                |
| Távközlési szolgáltatás                        |                                                |                                                |                                                | Igen                                           | Igen                                           |

### Szolgáltatóipar
A koreai szolgáltatóipart hagyományosan fejletlenebbnek tartják, mint ami az ország gazdasági helyzetétől elvárható lehetne. 2013-ban a szolgáltatóipar a GDP-nek csupán az 59%-át tette ki, míg Németországban a 68%-át, az USA-ban pedig a 77%-át. Elemzők szerint a nagy konglomerátumok exportkapacitása véges, így Koreának a szolgáltatóipar fejlesztésére, valamint a kis- és középvállalkozásokra kellene fordítania a figyelmét. Park és Shin elemzése szerint a szolgáltatóipar fejletlenségének összetett okai vannak, hozzájárul a nem megfelelő törvényi szabályozás, mely korlátozza a szabad versenyt és akadályokat gördít a szolgáltatóiparban vállalkozást nyitni kívánók elé. Az akadályok lebontása érdekében 2015 végéig gazdaságösztönző célból felfüggesztik a kis- és középvállalkozások adóellenőrzését. Ugyancsak problémát okoz, hogy kevesebbet költenek kutatás-fejlesztésre a szolgáltatóiparban és az ICT szektorban, mint az iparban. Az ICT szektor „féloldalasan” fejlődött, mert míg Dél-Korea kiemelkedő kutatás-fejlesztési eredményeinek köszönhetően a világ vezető termelője és szállítója az elektronikai cikkek, a vezetéknélküli hálózati eszközök, valamint az okostelefonok területén a szoftverfejlesztés piaci részesedése 2011-ben az ICT-szektorban csupán 35% volt. Ezért az ezt követő években a fókuszt a hardware-fejlesztésről a szoftverek és a szolgáltatások fejlesztésére helyezték át, 2015-re ezek részarányát 39%-ra tervezték növelni, ezzel is hozzájárulva a szolgáltatási szektor súlyának növeléséhez, valamint a kis- és középvállalkozások fejlődéséhez. A szolgáltatóipari kereskedelem és export terén is rosszul teljesít az ország, szolgáltatások kivitele terén csak a 15. a világrangsorban, míg ipari termékek exportjában az ötödik.
2014-ben Pak Kunhje (Park Geun-hye) elnöknő szorgalmazta a szolgáltatóipar fejlesztését. Ennek érdekében Dél-Korea enyhítené a vállalkozások adóterheit ebben a szektorban és elősegítenék a startupok létrehozását. A kormány a kutatás-fejlesztést is támogatná a szektorban, valamint új munkahelyek teremtését. A céljuk, hogy kevésbé legyen a gazdaság rászorulva a konglomerátumok exporttermékeire.

### Turizmus

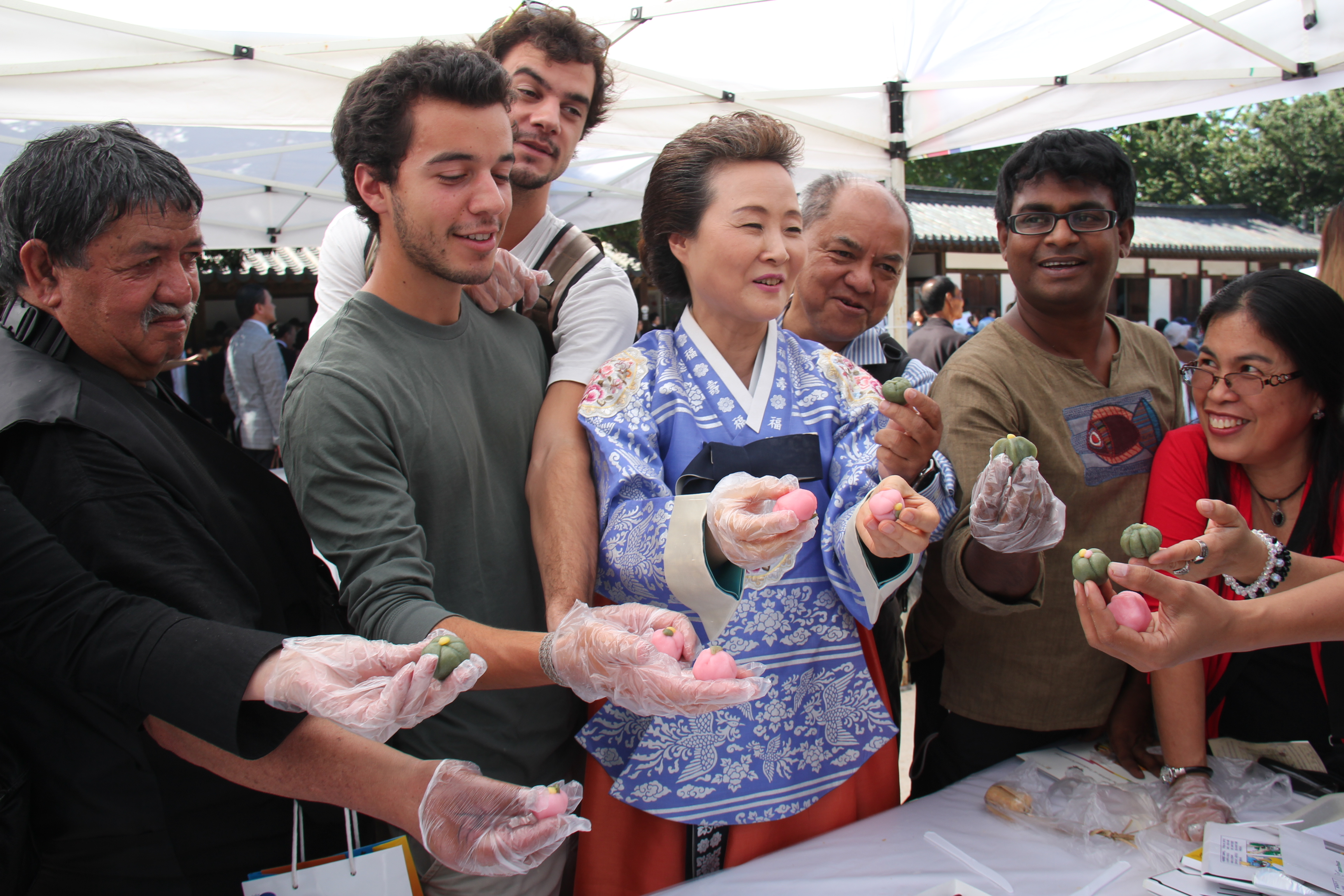
Külföldi turisták ttok (tteok)ot próbálnak készíteni hanbokba öltözött koreai szakácsnő vezetésével Szöulban

2013-ban a turizmus közvetlen hozzájárulása a GDP-hez 27,1 billió von volt, ami 2,1%-ot tesz ki. Az ágazat 619 000 munkahelyet támogatott ebben az évben, ami az összfoglalkoztatottság 2,5%-a. 2014-ben 29 milliárd USD volt a közvetlen hozzájárulása a GDP-hez, teljes hozzájárulása pedig a GDP 5,8%-a volt, ami körülbelül fele a kémiai iparénak. 2014-ben 627 000-en dolgoztak közvetlenül a turizmusban.
A Dél-Koreát leginkább látogató országok Japán, Kína, az Amerikai Egyesült Államok, Tajvan és Thaiföld. 2014-ben a legnagyobb számban (mintegy 40%-ban) kínai turisták érkeztek az országba. Dél-Korea 2014-ben Ázsia 6. leglátogatottabb országa volt. A belföldi turisták száma 2014-ben meghaladta a 38 milliót. A Covid19-pandémia Korea turizmusára is nagy hatással volt, 2020 szeptemberével bezárólag alig több mint 2,3 millió látogatót fogadott az ország összesen.
A Világgazdasági Fórum turisztikai versenyképességi indikátora 2015-ben 4,37 volt, amivel Dél-Korea a 29. helyen állt a világranglistán.
| Év          | Az országba érkező turisták száma | Bevétel (ezer USD) | Kiadás (ezer USD) |
| ----------- | --------------------------------- | ------------------ | ----------------- |
| 1970        | 173 335                           | 46 772             | 12 424            |
| 1980        | 976 415                           | 369 265            | 349 557           |
| 1990        | 2 958 839                         | 3 558 666          | 3 165 623         |
| 2000        | 5 321 792                         | 6 811 300          | 6 174 000         |
| 2005        | 6 022 752                         | 5 793 000          | 12 025 000        |
| 2008        | 6 890 841                         | 9 719 100          | 14 580 700        |
| 2009        | 7 817 533                         | 9 782 400          | 11 040 400        |
| 2010        | 8 797 658                         | 10 321 400         | 14 291 500        |
| 2011        | 9 794 796                         | 12 396 900         | 15 544 100        |
| 2012        | 11 140 028                        | 13 448 110         | 16 519 900        |
| 2013        | 12 175 550                        | 14 303 000         | 17 838 200        |
| 2014        | 14 201 516                        | 18 062 100         | 19 763 100        |
| 2015        | 13 231 651                        | 15 177 100         | 21 271 800        |
| 2016        | 17 241 823                        | 13 263 900         | 27 959 800        |
| 2018        | 15 346 879                        | 18 461 80          | 31 527 900        |
| 2019        | 17 502 756                        | 21 506 300         | 28 855 40         |
| Forrás: KTO |                                   |                    |                   |

## Kereskedelem

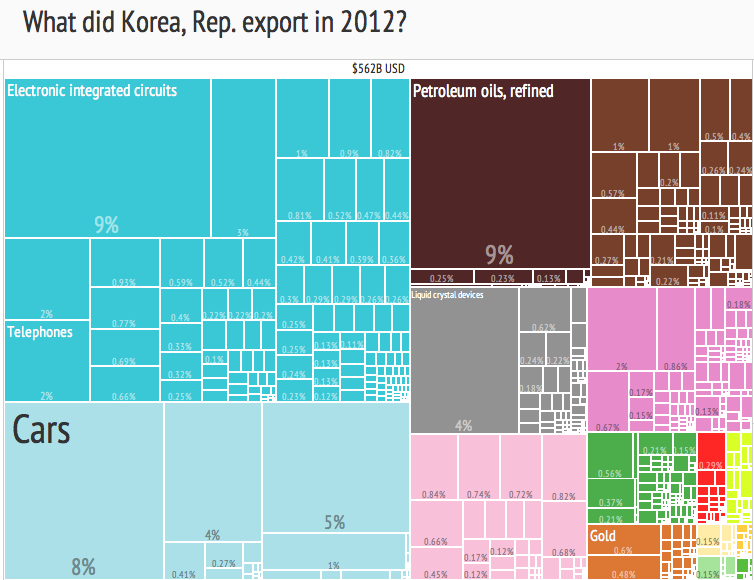
Dél-Korea legfontosabb exportcikkei (2012)

Gazdasági komplexitás tekintetében Dél-Korea 2012-ben az 5. helyen állt a világranglistában. A dél-koreai export értéke 1957-ben még alig haladta meg a 22 millió dollárt, húsz évvel később már tízmilliárd dollár értékű volt, 2014-ben pedig meghaladta az 572 milliárd dollárt. Az export legnagyobb felvevő piacai 2014-ben Kína (145 milliárd USD), az USA (70 milliárd USD), Japán (32 milliárd USD), Hongkong (27 milliárd USD) és Szingapúr (23 milliárd USD) voltak. Magyarországra 1,4 milliárd USD értékben exportáltak (nagyrészt elektronikai) termékeket. Import tekintetében leginkább Kínából (78 milliárd USD), Japánból (62 milliárd USD), az USA-ból (41 milliárd USD), Szaúd-Arábiából (34 milliárd USD) és Katarból (22 milliárd USD) hoztak be termékeket, Magyarországról pedig 411 millió dollár értékben (leginkább kukoricát és járműalkatrészeket).
| Dél-Korea legfontosabb exportcikkei (2014) | Dél-Korea legfontosabb exportcikkei (2014) | Dél-Korea legfontosabb exportcikkei (2014) | Dél-Korea legfontosabb exportcikkei (2014) |
| #                                          | Cikk                                       | Érték (milliárd USD)                       | %                                          |
| ------------------------------------------ | ------------------------------------------ | ------------------------------------------ | ------------------------------------------ |
| 1                                          | elektronikai berendezések                  | 138,2                                      | 24,1%                                      |
| 2                                          | járművek                                   | 73,3                                       | 12,8%                                      |
| 3                                          | gépek                                      | 63,1                                       | 11,0%                                      |
| 4                                          | ásványi tüzelőanyagok kőolajjal együtt     | 52,7                                       | 9,2%                                       |
| 5                                          | személy- és teherszállító hajók            | 38,3                                       | 6,7%                                       |
| 6                                          | optikai, műszaki és orvosi készülékek      | 35,9                                       | 6,3%                                       |
| 7                                          | műanyagok                                  | 31,8                                       | 5,6%                                       |
| 8                                          | szerves vegyi anyagok                      | 24,4                                       | 4,3%                                       |
| 9                                          | vas és acél                                | 24,0                                       | 4,2%                                       |
| 10                                         | vas- és acéltermékek                       | 12,7                                       | 2,2%                                       |

2019-ben Dél-Korea kulturális exportja meghaladta a tízmilliárd amerikai dollár értéket, ebből mintegy nyolcmilliárd a videójátékiparnak köszönhető. A zeneipari termékek exportja 640 millió USD értékű volt, ami 13,4%-os emelkedés az egy évvel korábbi adatokhoz képest.

## Pénzügy

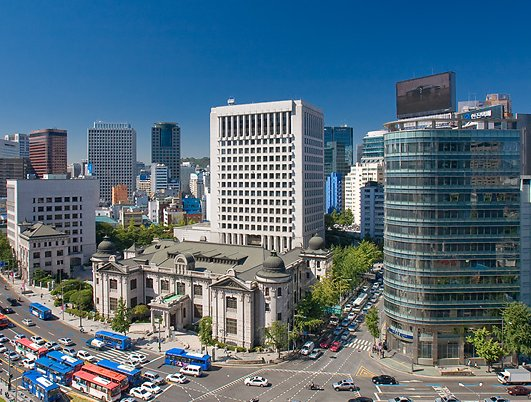
A Bank of Korea épülete Szöulban

A külföldi működőtőke-áramlások nemzetközi mérőszáma (FDI) 2014-ben 19 milliárd dollár volt, ami rekord, mintegy 30%-kal magasabb a 2013-as értéknél. A legnagyobb közvetlen befektető az USA, a második Japán, a harmadik pedig az Európai Unió. Az ipari befektetések is növekedtek az előző évhez képest, leginkább az alkatrészgyártás bizonyult vonzónak, a szolgáltatóiparban pedig a szoftvercégek és az üzleti tanácsadó vállalatok a legnépszerűbb befektetési célpontok. Kína is egyre nagyobb befektetési lehetőséget lát Dél-Koreában, 2013-hoz képest 147%-kal nőtt a befektetésük.
Az ország pénzügyi központja a főváros, Szöul, melynek Joido (Yeouido) szigetén tömörülnek a pénzügyi szervezetek központjai. Itt található a Koreai Értéktőzsde (KRX) szöuli kirendeltsége, mely a KOSDAQ részvénytőzsdéért felelős. A városban van több nagy bank székhelye is, például a nemzeti bank Bank of Korea, a Shinhan Bank, a Korea Exchange Bank, az Industrial Bank of Korea vagy a Korea Development Bank. Utóbbinak Magyarországon is van fiókja. A külföldi bankok közül jelen van többek között a Standard Chartered, a Citibank és a HSBC. A Shinhan Bank Korea legrégebbi bankja, 1897-ben alapították Hanszong (Hanseong) néven.
Dél-Koreában 13 intézmény ad ki bankkártyát, egy átlagos háztartásban négy bank- illetve hitelkártya található. A nemzetközileg is ismert kártyatípusok (Visa, MasterCard) mellett helyi kártyatípusok is léteznek (például BC Card, Lotte Card, T-Money). A kiskereskedelmi vásárlások mintegy 76%-a történik kártyával, és a dél-koreaiak 2011-ben az egy főre jutó bankkártya-tranzakciók tekintetében világelsők lettek átlagosan 129,7 tranzakcióval. A kereskedőknek kötelező elfogadni ezt a fizetőeszközt. Növekvőben van a mobilfizetés is, egy év alatt több mint a duplájára nőtt az okostelefonok segítségével történő vásárlás, és 2015-ben már több mint 40 millió mobilbank-felhasználó volt az országban. Az internetes bankolás 43%-a mobil készülékkel történik.

## Természeti erőforrások

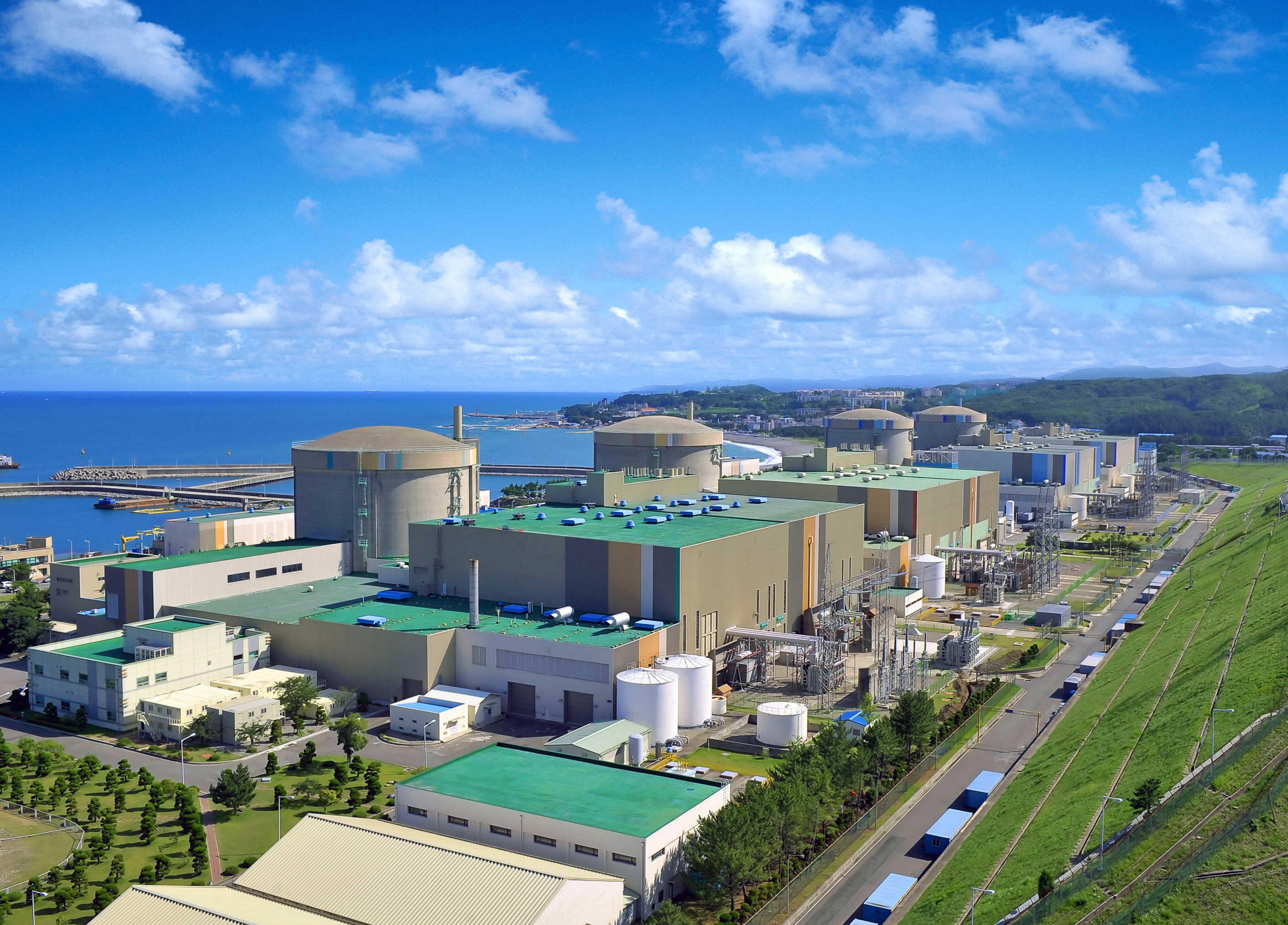
A Volszong (Wolsong) atomerőmű Kjongdzsu (Gyeongju)ban

Dél-Korea természeti erőforrásai korlátozottak, bányásznak ugyan szenet, előállítanak volfrámot, grafitot, molibdént és ólmot, de az ország erősen függ a nyersanyagimporttól, különösen az energiahordozók terén. 2013-ban 178,7 milliárd dollárt költöttek energiaimportra, ami az összimport csaknem 35%-a. Energia- és természetierőforrás-igényének mintegy 96%-át behozatalból fedezi. Az ország energiaszükséglete igen magas, a kőolaj 87%-át pedig a Közel-Keletről szerzi be. Dél-Korea a világ negyedik legnagyobb szénimportőre volt 2012-ben, az ötödik legnagyobb olajimportőre, a negyedik legnagyobb földgázimportőre. Az import kizárólag tartályhajókkal történik, az országhoz nem vezet semmilyen földgáz- vagy kőolajvezeték. A nyers kőolajat helyi finomítókban finomítják, és a finomított kőolajat exportálják is.
Az ország energiafogyasztásának mintegy 39%-át kőolajból és más folyékony energiaforrásokból (például bioüzemanyagból) fedezik, további 31%-át szénnel, 16%-át földgázzal, 13%-át atomerőművekkel, és mindössze 1%-át megújuló energiaforrásokból. A kőolaj és a földgáz nagy része a Közel-Keletről érkezik, a szén Ausztráliából és Indonéziából.
2014-ben Dél-Korea mintegy 522 TWh elektromos áramot termelt, ennek 66%-át fosszilis tüzelőanyagokkal biztosították, 30%-át pedig atomerőművek generálták. Az ország négy atomerőművel (összesen 24 reaktorral) rendelkezik. 2012-ben hamis bizonyítványokat fedeztek fel az egyes reaktorkomponensek esetében; valószínűleg ez az eset, valamint a fukusimai atomerőmű-baleset gyorsította fel azt a folyamatot, mellyel a kormány csökkenteni kívánja az atomerőműenergia-felhasználást. 2017-ben az ország a világ 7. legnagyobb villamosenergia-fogyasztója volt, amit a kiterjedt iparral magyaráznak.
Dél-Korea 2014-ben bejelentette, hogy 1,94 milliárd dollárt fektet az elkövetkező években a megújuló energiaforrásokba. Az ország 2030-ig 30%-kal szeretné csökkenteni az üvegházhatású gázok kibocsátását.